# Mowdok Mual
Der Mowdok Mual, auch Saka Haphong genannt, ist ein Berg in Bangladesch an der Grenze zu Myanmar.

## Lage
Der Gipfel des Bergs liegt im Südosten Bangladeschs im Osten der Upazila Thanchi in dem zu den Chittagong Hill Tracts der Division Chittagong gehörenden Distrikt Bandarban in den Mizo Hills, einer Hügelkette, die einen südlichen Ausläufer des Himalaya bildet, etwa 300 Meter westlich der Grenze zu Myanmar. Die Flanken des Berges erstrecken sich in den Distrikt Mindat im myanmarischen Chin-Staat hinein.

## Höhe
Im Rahmen einer Exkursion wurde im Februar 2006 die Höhe des Mowdok Mual ermittelt. Die mit GPS gemessene Höhe betrug 1064 Meter. ACME Mapper gibt die Höhe des Berges mit 1045 Meter an, Peakbagger mit 1052 Meter. Damit ist der Mowdok Mual die höchste Erhebung im Staatsgebiet von Bangladesch, höher als der früher als höchster Berg Bangladeschs geltende Keokradong (980 m), der mittlerweile als vierthöchster Berg gezählt wird.
Der Mowdok Mual ist der einzige Berg in Bangladesch, der eine Höhe von 1000 Meter überschreitet. Nahe an die 1000 Meter heran kommen noch der 13 Kilometer südlich gelegene Zow Tlang (999 m) und der 28 Kilometer nördlich gelegene Dumlong (997 m). Der nächstgelegene Berg, der höher ist als der Mowdok Mual, liegt etwa 42 Kilometer weiter östlich in Myanmar und hat eine Höhe von 1233 Meter.